# دستغرد (تشغاخور)
دستغرد (بالفارسية: دستگرد) هي قرية تقع في إيران في قسم تشغاخور الريفي. يقدر عدد سكانها بـ 558 نسمة بحسب إحصاء 2016.